# 清原深養父
清原深養父（日语：／ Kiyohara no Fukayabu，？—？）是日本平安時代中期貴族和歌人，官位是從五位下內藏大允，清原氏出身，清原元輔和清少納言均是其子孫。深養父是中古三十六歌仙和《百人一首》歌人之一，有41首作品收錄於敕撰和歌集。個人收藏的深養父集斷簡（名家歌集切，秋部卷頭）以及東京國立博物館館藏寫有深養父和歌的繼色紙均是重要文化財。

## 生平
按《中古三十六歌仙傳》記載，深養父的祖先雖然不明:391，但是按《古今和歌集目錄》記載，其父是豐前介清原房則，祖父是筑前介清原海雄，曾祖父是備後守清原道雄，《清原氏系圖》則將清原道雄寫成清原通雄，並且將房則視為其父之餘，在旁註提到房則是清原夏野之子，而深養父兄弟則是清原廣澄之父正五位下左京大夫勘解由次官清原業垣（或作業恒），並將深養父之子記載為顯忠，孫和曾孫則分別是清原元輔和清少納言:299，《尊卑分脈》則將深養父之父記載成清原通雄，其子為清原元輔和清原元真，兄弟為清原海雄，侄子是清原房則。另外，《清原系圖》將深養父之子記載為清原春光和玄孫為清原武則的清原重文，其父為贈大納言清原房則。
按《中古三十六歌仙傳》記載，深養父在延喜8年正月12日（908年2月16日）就任內匠大允，而《古今和歌集目錄》記載為在正月就任內匠允。延長元年6月22日（928年7月11），他出任內藏大允，其後在延長8年11月21日（930年12月13日）由於「在各部門任職達二十年」（諸司勞廿年）而叙爵為從五位下，《古今和歌集目錄》的叙爵日期則是同年的11月22日（12月14日）:391，增田繁夫和三木雅博分別在《日本古典文學大辭典》和《和歌文學大辭典》中稱這是源於朱雀天皇即位，其後按《拾芥抄》記載，他最終官至內藏頭。另外，《清原氏系圖》記載他是內藏允藏人雜色:299，《清原系圖》則稱他是肥後守內藏允。
此外，雖然深養父的生卒日期不明，但是岸上慎二在《國史大辭典》中指出由於其孫元輔生於延喜8年（908年），故此深養父在延長8年（930年）時至少有60多歲。晚年，他在京都北邊自建補陀落寺，並且隱居於此。按《日本紀略》記載，補陀落寺原本是他的山莊，其後他在天德3年4月29日（959年6月8日）時讓天台座主延昌開山，《平家物語》、《拾芥抄》和《井蛙抄》也記載道補陀落寺是由其創建，寺院本身則在中世時變成廢寺，現在位於京都府京都市左京區靜市市原町的補陀落寺為其後繼寺院，由於《通小町》中的一節以及寺內供奉了小野小町像，因此又稱為小町寺。

## 和歌
- 《小倉百人一首》清原深養父
菱川師宣繪本
- 《小倉擬百人一首》清原深養父
兵衛佐賴朝 伊東娘辰姬（日语：八重姫 (伊東祐親の娘)）
歌川廣重的浮世繪

深養父總共有41首作品收錄於敕撰和歌集，其中有17首作品收錄於《古今和歌集》，5首收錄於《後撰和歌集》，一首收錄於《拾遺和歌集》，其餘18首則收錄於《新古今和歌集》之後的歌集。歌風屬古今風，理性和抒情並重。關於其和歌的事蹟，最早見於寬平御時中宮歌合，同時參加此歌合的還有紀友則、紀貫之和凡河內躬恒等人，然而此歌合是否真實存在本身有爭議。此外，他也有與友則、貫之和壬生忠岑等人參與延喜初年的宇多院歌合，而《夫木和歌抄》則收錄了一首他在平定文家歌合上創作的一首和歌，在《躬恒集》內亦收錄了他與躬恒等人的題詠歌。另外，根據《後撰和歌集》記載，他精於彈琴，入集歌也反映他與貫之等人經常出入藤原兼輔的住處。他在世時已經有相當高的評價，為形成古今集歌風的有力歌人之一，後來的藤原清輔在其著作《袋草紙》中，對於深養父與在原元方、大江千里和平定文沒有入選三十六歌仙一事感到疑惑，並且稱大中臣賴基、藤原仲文和藤原元真等人要比深養父等人水平來得差，另一方面他則是中古三十六歌仙、《三十人撰》以及《百人一首》歌人之一。
《百人一首》入選作是：
| 《新編國歌大觀》版本 | 全日本歌牌協會版本 | 嵯峨嵐山文華館版本 | 中譯                                        |
| -------------------- | ------------------ | ------------------ | ------------------------------------------- |
|                      |                    |                    | 夏夜匆匆盡 依稀露曙天 雲中留曉月 戀戀不思還 |

這首和歌收錄於《古今和歌集》卷第三「夏歌」，《新編國歌大觀》編號是166，詞書是，有吉保將其解釋為「從晚上至黎明一邊賞月一邊一直想著夏天的一夜，直到天明之時所創作的一首和歌」（月を愛でて宵のうちから暁方まで、夏の一夜をながめ明かしたおりに詠んだ歌），並且有可能是在月見酒席時的即興作品。另一方面，小町谷照彥認為這是反映了對於夏天短暫的晚上的一種感動，讓人對下次的月色有更大的遐想，鈴木日出男雖然也認同此歌非常著重於夏天時的月亮，但是與其說是夏天短暫的晚上，更多是通過觀賞夏天的月色來表達作者孤清的心境。此外，吉海直人認為這並不一定反映了夏天月色之美，也可能是以概念上的趣味為重點。另外，此歌也收錄於《新撰和歌》、《古今和歌六帖》、藤原基俊的《新撰朗詠集》、藤原俊成的《古來風體抄》、後鳥羽院的《時代不同歌合》、藤原定家的《八代抄》和《近代秀歌》等和歌集內，與此同時在《新古今和歌集》時代，此歌的本歌取作品大量出現，定家也有兩首這樣的作品收錄於六家集之一，由定家自己編撰的家集《拾遺愚草》。此歌原本的意思是通過夏天的月色來表達作者的心境，在中世時則出現了另一種解釋，將月色當成是戀人，比喻女性在晚上目送離開自己居所的男性。
開首的中的是係助詞，用作區分，從而表達出與其他季節相比，夏天的晚上較為短暫，一般這裡的夏天是指陰曆中的4月至6月，相對於秋天的長夜。接著的中的漢字為宵，有吉保指是日落後不久的晚上，島津忠夫則認為宵是晚上的前半部分，解釋上則是「趁剛日落不久的現在」，鈴木日出男在解釋上與島津忠夫一致，而則是顯示連續狀態的接續助詞。第三句的中的是表示結束的助動詞的連體形，而關於接著的，有吉保和小町谷照彥均認為是逆接的接續助詞，鈴木日出男則認為是順接，全句的意思是「已經天亮了啊」。第四句的意思是「在雲的哪一處」，《應永抄》、藤原為家和堯孝的手抄本等寫作，自筆本《近代秀歌》則寫作，冷泉家時雨亭文庫藏《百人秀歌》寫作，另外在旁寫了，嘉祿本和貞享本《古今和歌集》則寫作，其中嘉祿本的看起來也可能是。末句的中的是推量的助動詞，用來回應前句的，而關於意思，有吉保、小町谷照彥和鈴木日出男均認為月亮原本棲身於西邊的山，夜晚短暫的話則趕不及回去西邊的山，有吉保主張這代表著月亮藏身於雲的某處，小町谷照彥和鈴木日出男的說法則是月亮在雲的某處借宿一宵。另一方面，香川景樹的見解則是此句是在看到月色的情況下創作出來。另外，此句在文法上採用了擬人法，整首和歌則屬無句切。此外，《古今和歌集》內採用作為歌語的亦僅此這首，而且從《後撰和歌集》至《詞花和歌集》為止亦沒有同樣的例子，《千載和歌集》之後的例子大部分均是歸入秋歌，夏歌則一首也沒有，換言之這是深養父獨有的描述手法。當時的人們可能普遍認為秋天的月亮才漂亮，然而清少納言在《枕草子》的初段卻寫到「提到夏天的話當然是晚上，看到月色的時候更是不在話下。」（夏は夜。月のころさらなり。），超越時代的清原氏的兩人均對夏天時的月亮多有讚賞。

## 家集

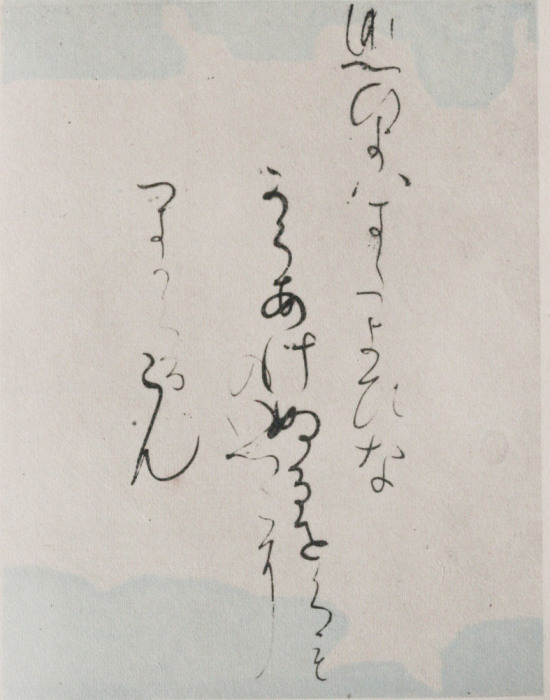
枡色紙《深養父集》

深養父的家集是《深養父集》，一冊，成書時期分為作為《古今和歌集》的編輯資料之一，所以是《古今和歌集》之前或《後撰和歌集》之後兩種說法，收錄歌數總共有56首，分為四季、離別、物名、戀和雜，其中深養父的22首作品是《古今和歌集》和《後撰和歌集》均有收錄的和歌，《新古今和歌集》之後的敕撰集雖然也有他的作品，但是由於很可能是源自此家集，因此無法證明到底是不是其作品。另外，也有大量作品在三代集中記載為紀貫之、在原元方、大江千古、源等、伊勢以及詠人不知的作品也收錄於家集內，其中54首見於《古今和歌集》之後的敕撰集，11首為詠人不知，另外11首則是紀貫之和大江千里等人的作品，換言之約半數均不是深養父的和歌，並且集中於第45首之後的後半部分，加上家集並未網羅深養父的41首入集歌，因此橋本不美男和片野達郎均認為此家集在編集上可以說是杜撰了不少。
現存的完整版本僅有宮內廳書陵部藏桂宮本，成書於近世初期，為長23.74厘米，寬17.5厘米的列帖裝，封面為紺色，菊花、七寶和蔓草紋的緞，左上角是鶸色的鳥之子紙的題簽，寫有靈元天皇宸筆的「深養父集」。正文亦同樣採用了鳥之子紙，一面十行，每一首和歌為一行，有落墨的地方總共有12頁（前後各6頁），最後一頁為奧書，推測正文和加筆均是出自於靈元天皇手筆，《桂宮本叢書》和《新編國歌大觀》以此為底本。
分散的則有傳藤原行成筆枡色紙以及傳紀貫之筆名家集切。其中枡色紙連同臨摹的話總共有29首作品，其中一首為獨有歌，成書於院政時期，原本是以絲綴而成的枡形本，現在則是分散為27面的小色紙，其中有些則以補紙的方式維持色紙的形態，大致長12厘米，寬11厘米，和歌為一面一首、兩首或各一首半跨頁，總共27面28首，另加上近衛家熙臨摹的一面一首，總共29首。然而，實物的枡色紙和臨摹據稱總共有33面39首，但是實物的枡色紙到底現存多少並不明確。山岸德平在《日本名筆全集》第一期第九卷的《清原深養父集》解題中，提到實物和臨摹總共有35首，雖然與《私家集大成》的版本相比多出10首不同的作品，但是同時少了4首。書陵部本亦少了山岸德平版本的最後兩首以及《私家集大成》枡色紙版本的第12首。
名家集切現存僅5面11首，連同近衛家熙臨摹的一面兩首，忽略掉重複的一首的話，總共有12首，其中三首為獨有歌，最後雜部的則只剩下歌題，為三個版本中歷史最悠久，成書於平安時代中期，《古今和歌集》之後，《後撰和歌集》之前，書風為高野切的第二種，料紙為鳥之子紙，表面配上飛雲，為長26厘米，寬23厘米的冊子本，最晚的收錄歌創作於天慶9年（946年）時期，三個版本均是《私家集大成》的底本。

## 文化財
- 繼色紙（日语：三色紙）
- 深養父集斷簡（名家家集切）

1960年6月9日，京都府個人收藏的深養父集斷簡（名家歌集切，秋部巻頭）獲文化廳指定為重要文化財，兵庫縣教育委員會則記載由居住於西宮市的松下幸子所持有。1976年6月5日，東京國立博物館館藏的繼色紙獲指定為重要文化財，為藍染雁皮紙的古筆切，寫有上述深養父的和歌，據傳出自於小野道風手筆。此外，東京國立博物館也藏有深養父集斷簡（名家家集切），右邊是秋部最後一首和歌，左邊是冬部第一首和歌，為重要美術品，由松永安左衞門捐贈，而家集之一的傳藤原行成筆枡色紙同樣為東京國立博物館館藏。

### 註解
1. ↑  按《門葉記》記載則是天慶8年（945年）[9]。
2. ↑  題詠是指預先設定一個題目來創作和歌，與詠物相反[14]。
3. ↑  詞書是指該和歌的主題和寫作動機等相關事宜[20]。
4. ↑  《應永抄》是成書於應永13年（1406年）的《百人一首抄》的稱呼，是一本由二條滿基寫成的《百人一首》注釋書[29]。
5. ↑  歌語是指和歌的專有詞彙[30]。
6. ↑  三代集是《古今和歌集》、《後撰和歌集》和《拾遺和歌集》的統稱[35]。
7. ↑  《名家集切》又名《部類名家集》、《名家集》、《名家歌集切》，是由《兼輔集》、《興風集》、《深養父集》、《是則集》、《元方集》和《公忠集》的斷片所組成，各集均以類似的題材來作分類[37][38]
8. ↑  絲綴是指以絲串連起來的一種裝幀[39]，枡形本是指像枡一樣呈正方形的書[40]。
9. ↑  補紙是指以紙來修補缺失的部分[41]。
10. ↑  飛雲是和紙裝飾的一種，在書本各處添加像雲一樣的藍色或紫色的纖維[42]。

## 外部連結
- . 國書數據庫 （日语）.